# Albericus tuberculus
Albericus tuberculus är en groddjursart som först beskrevs av Richards, Johnston och Burton 1992.  Albericus tuberculus ingår i släktet Albericus och familjen Microhylidae. IUCN kategoriserar arten globalt som livskraftig. Inga underarter finns listade i Catalogue of Life.